# Забарський Владислав Валерійович
Забарський Владислав Валерійович (14 липня 1968, Вінниця, Українська РСР, СРСР) — український політик.
Колишній перший заступник Міністра Кабінету Міністрів України (з 07.2013 до 03.2014); член Конституційної Асамблеї (з 05.2012).

## Життєпис
Народився 14 липня 1968 (Вінниця)

## Родина
Дружина Ольга Іллівна (1977); від першого шлюбу донька Поліна (1994), донька Олена та син Іван (2012).

## Освіта
Сімферопольське вище військово-політичне училище (1990); Національна юридична академія імені Ярослава Мудрого (1998), юрист; Київський національний університет імені Тараса Шевченка (2005), магістр права.

## Кар'єра
Народний депутат України 6-го скликання 03.2010-12.2012 від Партії регіонів, № 196 в списку. На час виборів: народний депутат України, безпартійний. Член фракції Партії регіонів (з 03.2010), член Комітету з питань правової політики (з 04.2010).
Народний депутат України 5-го скликання 04.2006-11.2007 від Партії регіонів, № 176 в списку. На час виборів: начальник відділення дізнання в особливо важливих справах Головного управління Військової служби правопорядку Збройних сил України, безпартійний. Член Комітету з питань правосуддя (з 07.2006), член фракції Партії регіонів (з 05.2006).
1986—1990 — курсант Сімферопольського вищого військово-політичного училища.
1990—1991 — заступник командира роти окремого батальйону.
1991—1992 — помічник начальника відділу навчального полку.
1992—1994 — офіцер з правової роботи мотстрілецького полку.
1994—1995 — слідчий, старший слідчий військової прокуратури Білоцерківського гарнізону.
1995—2000 — старший слідчий, прокурор-криміналіст, помічник військового прокурора, заступник військового прокурора Керченського гарнізону.
2000—2001 — слідчий в особливо важливих справах військової прокуратури ВМС України.
2001—2004 — слідчий, старший слідчий в особливо важливих справах Генеральної прокуратури України.
2004 — заступник начальника управління дізнання головного управління військової служби правопорядку ЗС України.
2004—2005 — слухач військового інституту Київського національного університету імені Тараса Шевченка.
07.2005-2006 — начальник відділення дізнання в особливо важливих справах Головного управління Військової служби правопорядку ЗС України.

## Звання
Заслужений юрист України (10.2010).

## Погляди
5 червня 2012 голосував за проект Закону України «Про засади державної мовної політики», який посилює статус російської мови.